# PGC 1153648
LEDA/PGC 1153648 ist eine Galaxie im Sternbild Fische auf der Ekliptik. Sie ist schätzungsweise 232 Millionen Lichtjahre von der Milchstraße entfernt und hat einen Durchmesser von etwa 35.000 Lichtjahren. Vom Sonnensystem aus entfernt sich das Objekt mit einer errechneten Radialgeschwindigkeit von näherungsweise 5.100 Kilometern pro Sekunde.
Im selben Himmelsareal befinden sich unter anderem die Galaxien NGC 7684, PGC 1151034, PGC 1152924, PGC 1153117.